# Liubov Pugovítxnikova
Liubov Mikhàilovna Pugovítxnikova (en rus: Любовь Михайловна Пуговичникова) (óblast de Vorónej, 11 de maig de 1958) va ser una ciclista soviètica. Es va proclamar campiona del món en Contrarellotge per equips el 1987.

## Palmarès
- 1986
  - 1a als Tres dies de la Vendée i vencedora d'una etapa
- 1987
  -  Campiona del món en contrarellotge per equips (amb Al·la Iàkovleva, Nadejda Kibardinà i Tamara Poliakova)